# 恶魔姐姐 (泰国电视剧)
《恶魔姐姐》，為泰國GMM 25於2022年4月18日起播出的愛情電視劇，由皮查雅·薇塔娜莫迪里及梅塔文·欧帕西安卡琼领衔主演的浪漫爱情喜剧。
此剧由GMMTV与Keng Kwang Kang联合制作，并在2021年12月GMMTV的「BORDERLESS」新戏发布会上公开先导预告片。其後，此劇於2022年4月在GMM 25電視台及Viu首播，同年6月終映。

## 剧情简介
经营班那松出版社的IT女郎依玲（Min 饰）因脾气火爆、无所畏惧而被冠以“魔鬼”的称号。但没有人知道的是，这都是她刻意装出来的。事实上，Irin只是为了吹捧她的妹妹Inn（Piploy 饰）而摆出一副刻薄的样子。但无论Irin演得再好，她都无法阻止隔壁邻居Namcha（Win 饰）爱上她。事实上，Irin和Namcha在学生时期曾谈过恋爱，但由于某种原因，Irin没有多加解释就分手了，这间接伤害了Namcha。如今的Namcha是一名帅气多金的兽医。他由始至终都无法忘记他的初恋Irin，所以他准备在这段时间不惜一切代价与他一生的挚爱重聚。由于Irin不相信他仍然爱着她，让Namcha无论如何都要证明她是错的。
对他们来说不幸的是，这第二次恋爱的机会不知何故充满了重重障碍。Irin的妹妹Inn也喜欢Namcha很久了，当她得知Irin与Namcha的关系后便与家族律师Jin（Pod 饰）合作来破坏他们的关系。而养狗场主人Ploychan（Ticha 饰）利用她的狗Action作为中间人，以别有用心的方式帮助Namcha的用意何在？

## 演员阵容

### 领衔主演
- 皮查雅·薇塔娜莫迪里（Min）饰演 依玲（Irin）

Inn的姐姐，经营着一家出版社，曾与Namcha交往。
- 梅塔文·欧帕西安卡琼（Win）饰演 南茶（Namcha / Cha）

Irin隔壁邻居，比她年轻的兽医。

### 其他演员
- 甘雅拉·露安珑（Piploy）饰演 Inn

Irin的妹妹，暗恋Namcha多年。
- 苏帕功·斯里坡通（Pod）饰演 Jin

Inn的家族律师。
- 尼鲁·西里詹亚（英语：Nirut Sirijanya）（Nhing） 饰演 Anon

Irin和Inn的外公。
- 阿帕斯莉·妮缇布恩（英语：Apasiri Nitibhon）（Um） 饰演 Prapha

Namcha的母亲。
- 普拉瓦特·曼努普拉塞特（Tom） 饰演 Chanin

Namcha的父亲。
- 帕查彤·塔娜瓦（Ployphach）饰演 Paeng

伊琳的好友。
- 普洛伊·霍旺（Ploy）饰演 Namtan

Namcha的姐姐，也是Irin的好友。
- 苷蒂碴·楚玛（Ticha）饰演 Ploychan

經常光顧Namcha工作的獸醫院的女子。

## 剧集原声带
| 曲序 | 曲目                                             |                                       | 作曲                                  | 演唱                       |
| ---- | ------------------------------------------------ | ------------------------------------- | ------------------------------------- | -------------------------- |
| 1.   | 《Expect Nothing》（ไม่คาดหวัง ไม่ผิดหวัง）（主题曲） | Anuroth Ketlekha（Third）@Tilly Birds | Anuroth Ketlekha（Third）@Tilly Birds | 梅塔文·欧帕西安卡琼（Win） |
| 2.   | 《HEARTLESS》（片尾曲）                          | KANGSOMKS                             | KANGSOMKS                             | 皮查雅·薇塔娜莫迪里（Min） |
| 3.   | 《无法阻挡》（ห้ามใจ）（剧集发布概念曲）          |                                       |                                       | SIZZY                      |

## 制作
2019年10月，GMMTV宣布尝试将小说《Beauty and The Guy》改编成剧集，并取名为《女魔头之恋》（รักของนางร้าย）。原定演员阵容有苏卡达·顾珑希（Punpun）、吴梦凡（Pluem）、塔纳本·万罗西力侬（Na）、雅拉查芃·普金帕可（Goy）、塔察宫·波露娅楠（Godji）、阿西塔·西卡玛娜（Im）、琳·苏皖玛（Neen）等人。然而，GMMTV在2020年9月时透露，由于泰国发生COVID-19大流行，该企划只好与另一剧集《军营密恋》一同取消。后来，GMMTV最终决定以全新的演员阵容重启该项目，并在「BORDERLESS」新戏发布会上公开先导预告片。

## 劇集迴響

### 关注度
《恶魔姐姐》第一集播出后在全球8个国家推特热搜趋势上热播。其中，相关话题标签在泰国、印度尼西亚、越南和菲律宾推特热搜趋势上排名第一，而新加坡及马来西亚则位于第二。

### 泰國電視收視率
- 收視最低的集數以藍色表示，收視最高的集數以紅色表示，而空格則表示該集的收視沒有相關數據。

| 集數 No.   | 播放時段 (UTC+07:00) | 播放日期     | 平均收視率 | 來源   |
| ---------- | -------------------- | ------------ | ---------- | ------ |
| 1          | 2022年4月18日        | 星期一 20:30 | 0.138      | [ 16 ] |
| 2          | 2022年4月19日        | 星期二 20:30 | 0.077      | [ 17 ] |
| 3          | 2022年4月25日        | 星期一 20:30 | 0.088      | [ 18 ] |
| 4          | 2022年4月26日        | 星期二 20:30 | 0.089      | [ 19 ] |
| 5          | 2022年5月2日         | 星期一 20:30 | 0.098      | [ 20 ] |
| 6          | 2022年5月3日         | 星期二 20:30 | 0.112      | [ 21 ] |
| 7          | 2022年5月9日         | 星期一 20:30 | 0.117      | [ 22 ] |
| 8          | 2022年5月10日        | 星期二 20:30 | 0.093      | [ 23 ] |
| 9          | 2022年5月16日        | 星期一 20:30 | 0.103      | [ 24 ] |
| 10         | 2022年5月17日        | 星期二 20:30 | 0.091      | [ 25 ] |
| 11         | 2022年5月23日        | 星期一 20:30 | 0.085      | [ 26 ] |
| 12         | 2022年5月24日        | 星期二 20:30 | 0.040      | [ 27 ] |
| 製作特輯   | 2022年5月25日        | 星期三 20:30 | 0.065      | [ 28 ] |
| 13         | 2022年5月30日        | 星期一 20:30 | 0.058      | [ 29 ] |
| 14         | 2022年5月31日        | 星期二 20:30 | 0.116      | [ 30 ] |
| 15         | 2022年6月6日         | 星期一 20:30 | 0.070      | [ 31 ] |
| 16         | 2022年6月7日         | 星期二 20:30 | 0.110      | [ 32 ] |
| 17         | 2022年6月13日        | 星期一 20:30 | 0.134      | [ 33 ] |
| 18         | 2022年6月14日        | 星期二 20:30 | 0.145      | [ 34 ] |
| 平均收視率 | 平均收視率           | 平均收視率   | 0.098      | 1      |

^1  基於每集的平均觀眾份額。